# Trophime d'Éphèse
Trophime d'Éphèse (en grec : Τρόφιμος) est un chrétien du Ier siècle, compagnon de saint Paul, qui est cité nommément trois fois dans les écrits du Nouveau Testament. 
Dans les Actes des Apôtres (20, 4) : « Il (Paul) était accompagné par Sopatros, fils de Pyrrhos de Bérée, par Aristarque et Secundus de Thessalonique, par Gaïos de Derbé, par Timothée, ainsi que par Tychique et Trophime de la province d’Asie. »
Puis (Ac 21, 29) : « En effet, ils avaient vu auparavant Trophime d’Éphèse avec Paul dans la ville, et ils pensaient que celui-ci l’avait introduit dans le Temple. ».
Deuxième épître à Timothée (4,20) : « Éraste est à Corinthe. J’ai laissé  Trophime à Milet ; il était malade. » 
Trophime était un Grec d'Éphèse converti au christianisme qui accompagna saint Paul à Jérusalem pour y apporter la collecte effectuée au profit de l'Église de Jérusalem. Il a été accusé d'avoir accompagné Paul au Temple dans une partie réservée aux juifs, ce qui entraîna une émeute populaire à la suite de quoi Paul fut arrêté, événement qui marque le début de sa captivité qui se prolongea jusqu'à Rome. Malade, il n'a pas accompagné Paul dans ce dernier voyage.
Il a été assimilé à saint Trophime d'Arles, légende qui ne tient pas au regard de la chronologie.   